# Orzech (Silésie)
Pour les articles homonymes, voir Orzech.
Orzech est une localité polonaise de la gmina de Świerklaniec, située dans le powiat de Tarnowskie Góry en voïvodie de Silésie.